# Stephan Wilhelm
Stephan Wilhelm (* 12. Juli 1983 in Garmisch-Partenkirchen) ist ein ehemaliger deutscher Eishockeyspieler, der über viele Jahre beim SC Riessersee aktiv war. Darüber hinaus spielte er für die Moskitos Essen, Straubing Tigers, Schwenninger Wild Wings und Hannover Scorpions.

## Karriere
Wilhelm spielte seit seiner Kindheit beim heimischen SC Riessersee. Nachdem er in allen Jugendmannschaften gespielt hatte, schaffte es der Verteidiger, sich dort im DNL-Team zu etablieren. 2001 gelang Wilhelm der Sprung in die Profimannschaft des SC Riessersee, die zu diesem Zeitpunkt in der 2. Bundesliga spielte. Zur Saison 2003/04 wechselte der Abwehrspieler zum EC Peiting in die Oberliga Süd, wo er eine Förderlizenz für die Nürnberg Ice Tigers erhielt, allerdings nicht in der DEL eingesetzt wurde. Nach einem Jahr in Peiting unterschrieb der Linksschütze 2004 einen Vertrag bei den Moskitos Essen. Für die Moskitos stand Wilhelm zwei Jahre in der 2. Bundesliga auf dem Eis, ehe er 2006 nach Wolfsburg wechselte. Mit den Grizzly Adams Wolfsburg wurde der Verteidiger in der Saison 2006/07 Meister der 2. Bundesliga, woraufhin die Grizzly Adams in die Deutsche Eishockey Liga aufstiegen. Jedoch war Wilhelm für Wolfsburg nicht in der höchsten deutschen Eishockeyliga aktiv, da er 2007 zu den Straubing Tigers wechselte. Nach vier Spielzeiten wechselte der Verteidiger nach der Saison 2010/11 zu den Hannover Scorpions.
Im April 2018 beendete Wilhelm seine Karriere nach 389 Spielen in der DEL und fast 500 Spielen in der zweithöchsten Spielklasse.

## Karrierestatistik
(Legende zur Spielerstatistik: Sp oder GP = absolvierte Spiele; T oder G = erzielte Tore; V oder A = erzielte Assists; Pkt oder Pts = erzielte Scorerpunkte; SM oder PIM = erhaltene Strafminuten; +/− = Plus/Minus-Bilanz; PP = erzielte Überzahltore; SH = erzielte Unterzahltore; GW = erzielte Siegtore; 1 Play-downs/Relegation; Kursiv: Statistik nicht vollständig)

### International
Vertrat Deutschland bei:
- U20-Junioren-Weltmeisterschaft 2003